# Ovos moles de Aveiro
Ovos moles de Aveiro es un postre tradicional del distrito de Aveiro, en Portugal, que contiene yemas de huevo y azúcar, y a veces chocolate. Luego, esta mezcla se coloca dentro de pequeñas envolturas de papel de arroz o envolturas de harina de trigo similares a las hostias de comunión  con formas marinas, como conchas. Desde 2008, la denominación Ovos Moles de Aveiro está reconocida a nivel europeo como Indicación Geográfica Protegida (IGP).

## Historia
Es un postre tradicional de la repostería aveirense, cuya receta y método de preparación se remonta a las monjas de los diversos conventos que existieron en la zona hasta el siglo XIX –dominicas, franciscanas y carmelitas– y en particular a las Monasterio de Jesús de Aveiro. Las monjas utilizaban la clara de huevo para planchar la ropa, mientras que las yemas, para no desperdiciarlas, se convertían en la base para la preparación del postre. Cuando se cerró el último convento en 1874, la única empleada que quedaba que sabía preparar el postre,  Odília Soares, comenzó a elaborarlos en casa y luego a difundir la receta a otras familias de la ciudad. Se dice que tras la inauguración de la vía férrea Oporto-Lisboa, se ha convertido en un hecho recurrente que las mujeres con traje tradicional vendan estos dulces en la parada del tren en la estación de Aveiro.

## Área geográfica
El área geográfica de producción se limita a los municipios de la Ría de Aveiro y las áreas lagunares adyacentes, así como a los municipios situados en el Vouga medio.